# Meiden van De Wit
Meiden van De Wit was een Nederlandse familiedramaserie die van 2002 tot 2005 werd geproduceerd. De serie werd bedacht door Edwin de Vries. De serie omvat 37 afleveringen, verdeeld over 3 seizoenen, allemaal door Net5 en VRT uitgezonden. Begin 2008 kwam de serie ook op Vitaya.

## Verhaal
De serie gaat over een familiaal zuivelbedrijf. Nadat de directeur op een gewelddadige manier is gestorven, nemen zijn drie dochters het bedrijf over. Dat gaat met vallen en opstaan, want onverwachts krijgen de drie zussen met al hun besognes en onderlinge conflicten de leiding over de fabriek.
Roos de Wit, de oudste zus, is getrouwd met Gert en heeft met hem twee pubers, de brave Olivier en verwend nest Paula. Floor de Wit, de middelste zus, is cynisch en zakelijk; ze heeft een haat-liefdeverhouding met de zakelijke briljante Daan van Doolen, net als zij een wispelturige intrigant en geboren verleider. Frédérique de Wit, de jongste zus, valt vooral op door haar losbandige gedrag maar is ook heel creatief. Algauw duiken ook de minnaar van hun stiefmoeder Beth, zakenman Roy Geertse en later hun dood gewaande moeder, Emma de Wit-Verstraeten, op.

### Seizoen 1
Het eerste seizoen van de veel bekeken serie Meiden van De Wit gaat over de drie zussen De Wit; Roos, Floor en Frédérique. Nadat hun vader onverwachts en onder verdachte omstandigheden overlijdt, nemen zij de leiding van de melkfabriek over. Niet iedereen accepteert dat zonder slag of stoot. Met de zakelijke hulp van de zuivelcoöperatie, geleid door Daan van Doolen, staan ze sterker. Maar ook de bedoelingen van Daan zijn niet zuiver, evenals die van hun stiefmoeder Beth en haar ‘zakenpartner’ en minaar Roy Geerste. Ondanks alle zakelijke en privé beslommeringen slaan de zussen de handen ineen om de familie en de fabriek te redden.

### Seizoen 2
De drie zusjes De Wit krijgen wederom te maken met geduchte zuivelconcurrenten, onderlinge spanningen en... nieuwe liefdes. Na de afgelaste bruiloft van Frédérique met Daan van Dolen doen de meiden een schokkende ontdekking, nu ze eindelijk de videoband met de laatste boodschap van Klaas de Wit in handen hebben. Wie heeft hun vader vermoord? En zou hun echte moeder werkelijk nog leven? Roos wil zich verder ontwikkelen en gaat een opleiding volgen, wat haar tot allerlei nieuwe inzichten brengt. Floor merkt dat ze, ondanks haar stoere voorkomen, toch ook haar zwakke plekken heeft. Fred bruist van de ideeën en wil een heel nieuwe bedrijfstak opzetten. Ondertussen blijkt ook zij gevoelig, en wel voor de charmes van een jonge veehouder.

### Seizoen 3
De drie zusjes gaan nog steeds tot het uiterste om hun zuivelbedrijf De Witte van de ondergang te redden. Daarnaast is er sprake van een flink aantal liefdesperikelen en familiekwesties die het leven van de zusjes allesbehalve saai maken. Ook deze reeks bevat weer een flinke spanning en sensatie, zoals we dat van Meiden van de Wit gewend zijn! Beth heeft nog een rekening te vereffenen met Emma, de moeder van de zussen. Als hun vanouds geduchte vijand Roy Geertse uit de gevangenis wordt ontslagen en zint op wraak, slaat de vlam in de pan; er valt een dode waarbij alle verdenkingen direct naar Roy uitgaan, maar hij blijkt niet de grootste vis. Tot ieders grote verbijstering legt de politie echter ook de meiden het vuur na aan de schenen. Deze ontwikkeling brengt de zussen van De Wit en Daan dichter bij elkaar dan ooit.

## Rolverdeling
| Acteur            | Personage                 | Seizoenen | Seizoenen | Seizoenen | Seizoenen | Seizoenen |
| Acteur            | Personage                 | 1         | 2         | 3         | Totaal    |           |
| ----------------- | ------------------------- | --------- | --------- | --------- | --------- | --------- |
| Frédérique Huydts | Roos van Rechteren-de Wit | 12        | 13        | 12        | 37        |           |
| Eva Duijvestein   | Floor de Wit              | 12        | 13        | 12        | 37        |           |
| Angela Schijf     | Frédérique de Wit         | 12        | 13        | 12        | 37        |           |
| Bart de Vries     | Gert van Rechteren        | 12        | 13        | 12        | 37        |           |
| Daniël Boissevain | Daan van Doolen           | 12        | 11        | 12        | 35        |           |
| Caro Lenssen      | Paula van Rechteren       | 10        | 9         | 10        | 29        |           |
| Teun Kuilboer     | Olivier van Rechteren     | 12        | 9         | 4         | 25        |           |
| Liz Snoijink      | Emma de Wit-Verstraeten   |           | 10        | 12        | 22        |           |
| Rik Launspach     | Roy Geertse               | 9         |           | 12        | 21        |           |
| Renée Soutendijk  | Beth de Wit-Duivenaar     | 12        | 4         | 3         | 19        |           |
| Cees Geel         | Evert Wouda               | 8         | 1         | 10        | 19        |           |
| Tom Jansen        | Yakov                     |           | 3         | 11        | 14        |           |
| Charly Luske      | Piet Schuringa            | 7         | 5         |           | 12        |           |
| Chris Zegers      | Peter Denteneer           |           | 10        | 1         | 11        |           |
| Jan Decleir       | Klaas de Wit              | 2         | 2         |           | 4         |           |

## Prijzen
- De serie won tot tweemaal toe de BNN Hoofdprijs voor Beste Dramaserie.
- Eva Duijvestein ontving in 2004 een Gouden Beeld voor Beste Hoofdrol in een Dramaproductie.

## Trivia
- In Rusland is een Russische versie van Meiden van De Wit opgenomen. Rollen zijn weggelegd voor onder anderen Victoria Koblenko. De serie kwam vanaf september 2009 op Kanal 1.